# Bretonne Pie Noir
Vous lisez un « bon article » labellisé en 2023.
La Bretonne Pie Noir est une race bovine française. Définie à la fin du XIXe siècle, elle est constituée de petits bovins bretons ayant en commun leur couleur de robe pie noir. Sous le Second Empire, elle est la race bovine la plus répandue, non seulement en Bretagne, mais aussi dans toute la France. La Pie Noir est exportée à travers tout ce pays, ainsi que vers de nombreux autres. Son registre généalogique (herd-book) est créé en 1884. La Bretonne Pie Noir décline au milieu du XXe siècle, avec un effondrement d'effectifs durant les années 1950 et jusqu'en 1975, au point de frôler l'extinction. Différents éleveurs, fédérés notamment par le professeur de zootechnie Pierre Quéméré, se mobilisent en 1976 pour assurer sa préservation. 
C'est une race bovine de petite taille, à vocation mixte, bien qu'historiquement orientée laitière et beurrière. Ses éleveurs sont souvent engagés dans une démarche d'agroécologie et de commercialisation en circuit court. La Bretonne Pie Noir reste une race à faible effectif. Ce bovin est notamment préservé à l'écomusée de la Bintinais, près de Rennes.

## Dénomination et sources

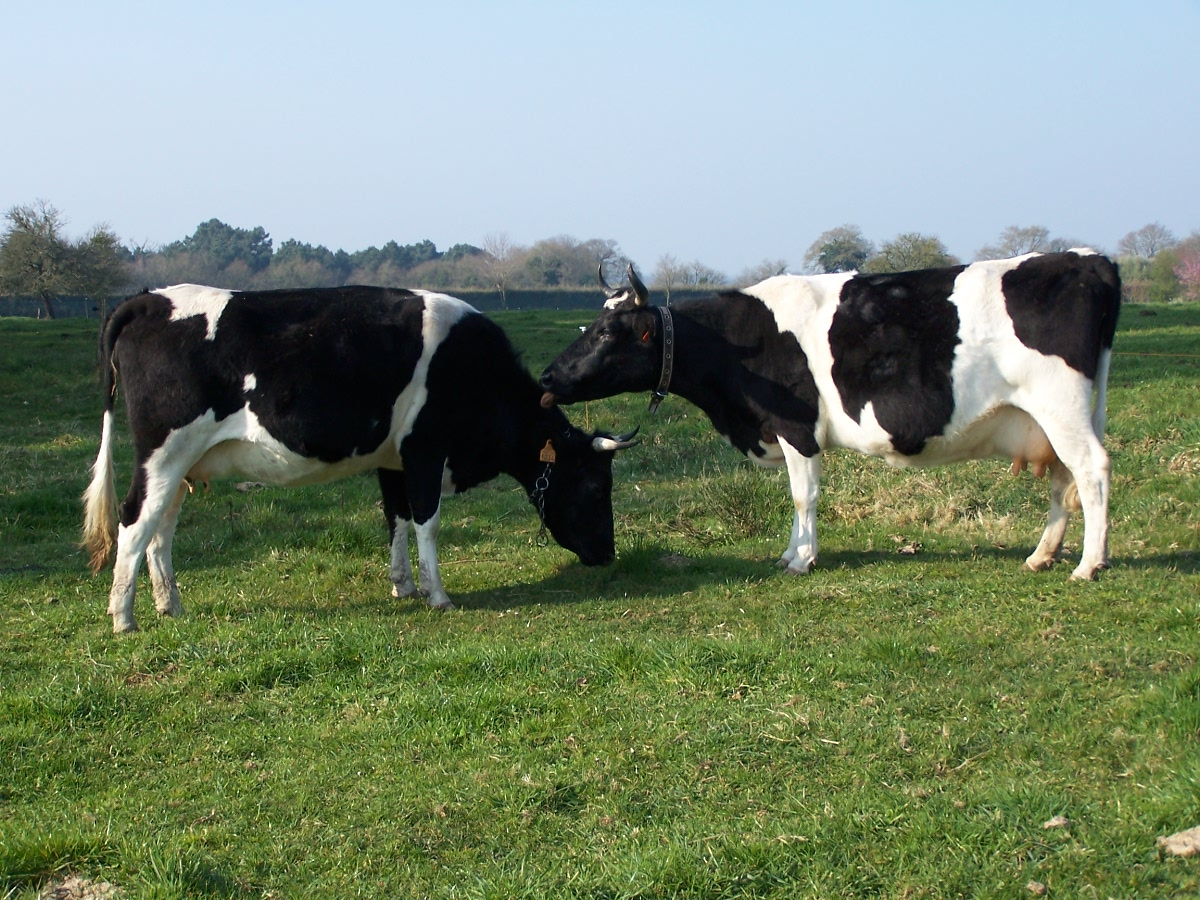
Vaches Bretonnes Pie Noir dans le Morbihan.

Le nom de cette race bovine est « Bretonne Pie Noir », avec initiales en majuscules et sans « e » à la fin de « noir », tant selon le site officiel de l'association de race que d'après Pierre Quéméré, qui lui a consacré une monographie en 2006. Elle est cependant appelée « Bretonne Pie-Noire » dans la première édition de son herd-book, et « Bretonne Pie Noire » dans la monographie d'Angèle Jacq, parue en 2002. 
Dans les régions d'Auray et de Quimper, elle porte le nom local de « morbihannaise » ou de « bretonne pie de la lande ». Elle est aussi nommée « race de Cornouaille ».
Le principal acteur de la sauvegarde de la Bretonne Pie Noir est Pierre Quéméré, fils d'un éleveur de cette race bovine et professeur de zootechnie à Beauvais,. C'est notamment lui qui a reconstitué l'histoire de la race au terme d'une enquête de terrain (menée en 1975 auprès de 230 éleveurs), dans sa monographie parue en 2006.

## Histoire

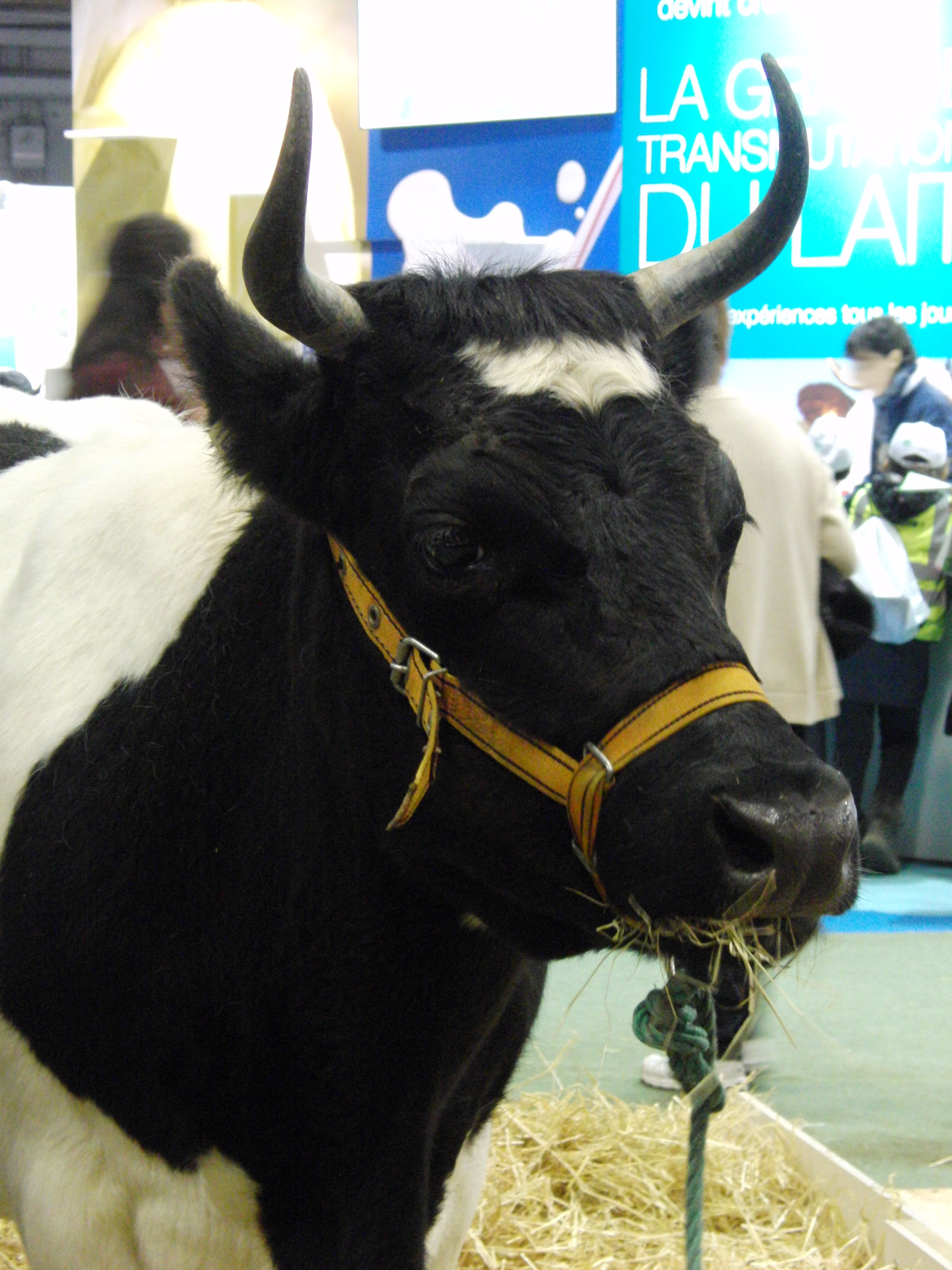
Tête d'une Bretonne Pie Noir.

Il existe très peu de sources relatives au bétail breton jusqu'au XVIIe siècle. Avant la Révolution française, la population bovine bretonne est très hétérogène, avec des couleurs de robe variées à l'échelle même d'une seule ferme, dont la robe pie noir,. 

### Origines

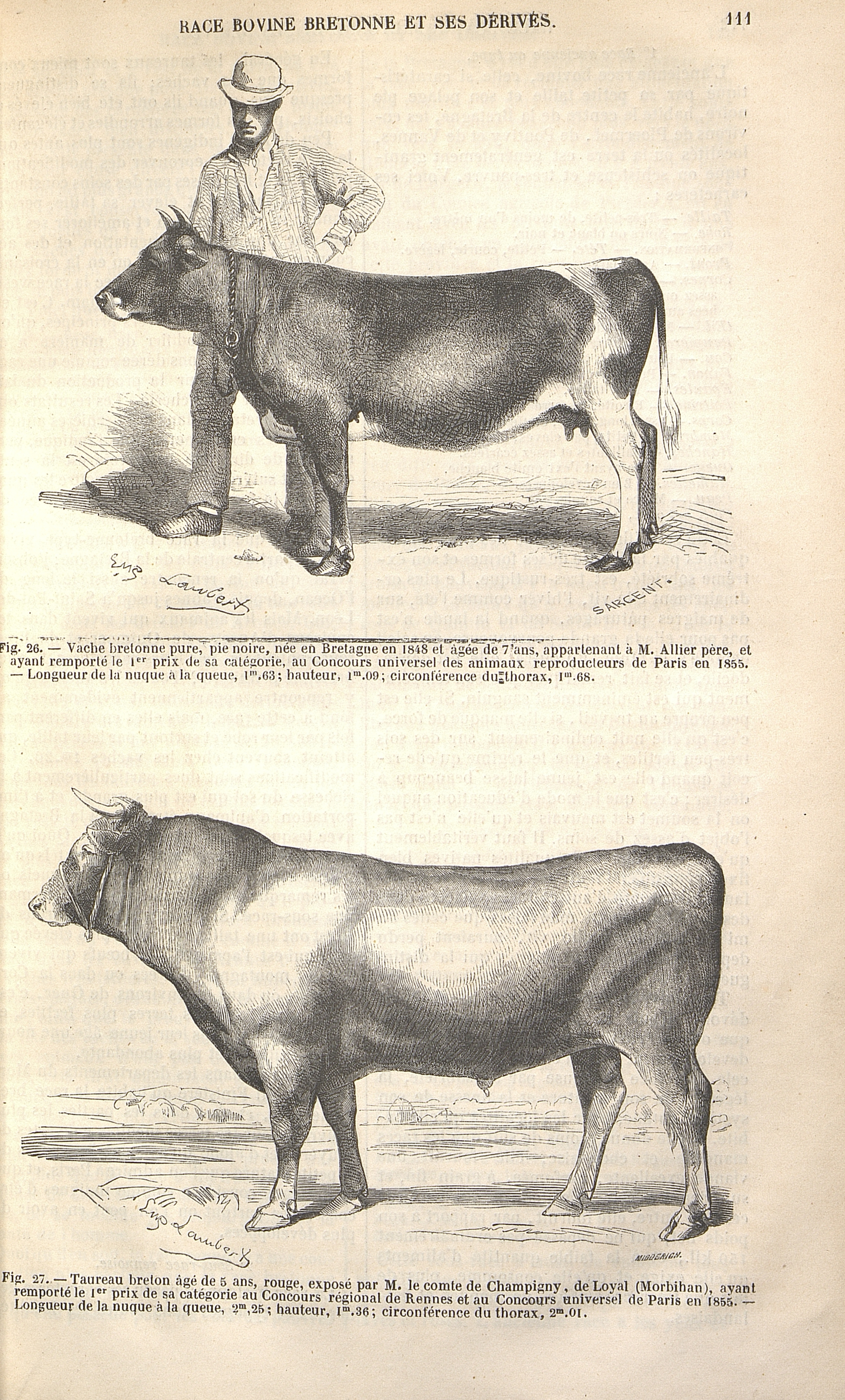
Vaches et taureaux bretons dans l'article « Race bovine bretonne et ses dérivés » de Gustave Heuzé, 1856.

En 1789, M. de Francourt réalise le premier inventaire bovin de France, et y décrit la bretonne comme « très-petite », et propre à la Basse-Bretagne. Les bœufs bretons sont décrits comme de robe pie rouge ou pie noir, avec de petits membres et une tête courte. Ils donnent peu de suif et très peu de cuir d'après Francourt, mais il reconnaît néanmoins la qualité de leur viande,. Francourt termine en disant que cette espèce « ne mérite aucune sorte de considération ».
À partir de 1830, l'État français distribue des encouragements agricoles aux éleveurs. L'effectif bovin breton est de 1 400 000 têtes au milieu du XIXe siècle. La Bretonne Pie Noir, pas encore reconnue officiellement, est vraisemblablement la race bovine française la plus importante en nombre sous le Second Empire.
D'autres populations bovines bretonnes, notamment la Pie rouge des plaines et l'Armoricaine, sont croisées avec la Durham. En réaction à la mauvaise perception de ces croisements, à partir de la seconde moitié du XIXe siècle, certains éleveurs reviennent à une « sélection dans l'indigénat », tandis que le concept de race se précise,. L'un des pionniers de cette sélection est Pierre Bellamy, qui publie en 1857 l'ouvrage La Vache bretonne, utile au riche, providence du pauvre. D'après François de Beaulieu, il a « beaucoup contribué à la renommée de la race en soulignant qu'on pouvait l'améliorer sans la croiser avec d'autres races ». Bellamy identifie clairement la Bretonne Pie Noir en la différenciant de la race de Quimper, plus grande et plus forte.
Sous le nom de « vache bretonne », un spécimen appartenant à « M. Allier père » participe au concours universel de reproducteurs de Paris en 1855, et remporte le premier prix de sa catégorie. En 1862, une enquête agricole permet de déterminer que la vache bretonne est présente dans 54 départements français.

### Création du registre généalogique

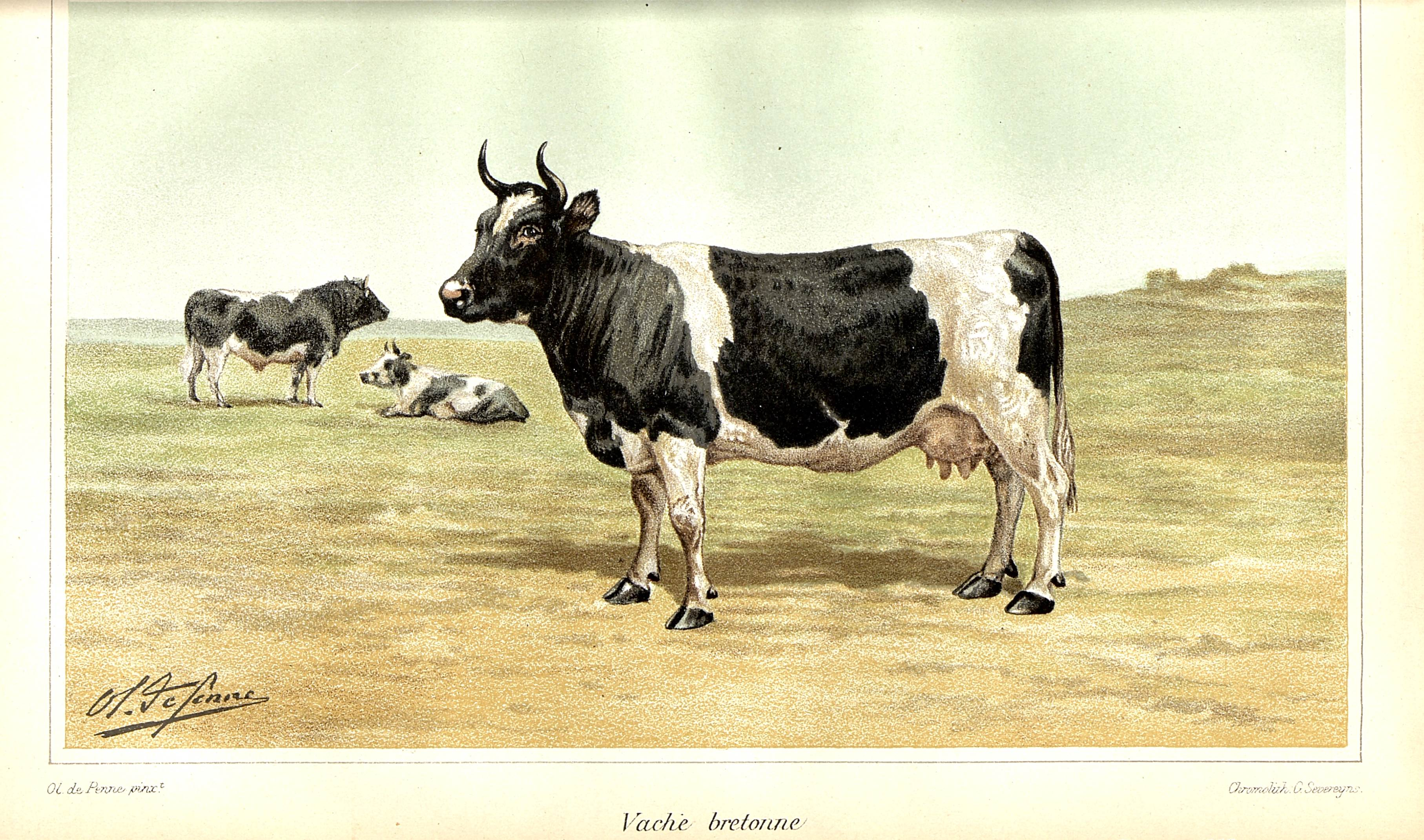
Vache bretonne d'après le Journal d'agriculture pratique, de jardinage et d'économie domestique, 1888.

L'inspecteur général agricole Henri Cochon de Lapparent envoie en 1882 une note au préfet du Morbihan, proposant la création d'un registre généalogique (herd-book) pour la Bretonne Pie Noir,. Le préfet sollicite 2 000 francs de subventions auprès du conseil général du Morbihan. Le 15 mars 1884, le projet de herd-book est approuvé par la société d'agriculture de Vannes. Le conseil général du Finistère et plusieurs sociétés d'agriculture apportent aussi leur soutien financier.
Ce registre est ouvert en 1884 ou 1885,, par une société des éleveurs créée à Vannes, dans un contexte conflictuel où de nombreuses autres races bovines françaises disposent déjà du leur. Des conflits entre républicains et aristocrates traditionalistes influencent en effet le contexte de cette ouverture. Seuls les animaux de robe pie noir sont autorisés à l'inscription.
En 1886, il y a 310 inscriptions,, puis 1 034 animaux sont inscrits dans ce registre l'année suivante,. Environ deux tiers des propositions d'inscription sont refusées, ce qui témoigne d'une volonté de créer et sélectionner une race bien caractérisée,. Le berceau de race est défini à cette époque, sur la base d'une ligne allant de la presqu'île de Crozon jusqu'à Ploërmel, en incluant le pays de Vannes et la presqu'île de Rhuys. Les inscriptions ralentissent cependant les années suivantes, et cessent en 1889, en raison de l'exportation des meilleurs sujets et de « la lourdeur des tournées d'inspection »,. Le herd-book reste en sommeil jusqu'en 1919, malgré l'organisation régulière de concours qui rencontrent un grand succès.
Au début du XXe siècle, trois races bovines sont caractérisées en Bretagne : la Bretonne Pie Noir, la Froment du Léon et l'Armoricaine. L'Armoricaine correspond aux anciennes populations de la Bretonne qui ont été croisées avec la Durham. La Bretonne Pie Noir est la race la plus nombreuse, avec plus de 700 000 têtes répertoriées en 1900,, pour 500 000 avant la Première Guerre mondiale, ce qui la place au rang des grandes races bovines françaises. Elle est présente sur des concours, organisés tant en Bretagne qu'en dehors. L'unicité de la robe se généralise, les éleveurs choisissant des reproducteurs correspondant au standard de la race.
La société d'éleveurs se reconstitue en 1919, poursuivant la sélection sur standard et sur contrôle laitier. La Bretonne Pie Noir reste la race bovine dominante en Bretagne jusque durant les années 1950.

### Déclin et sauvegarde

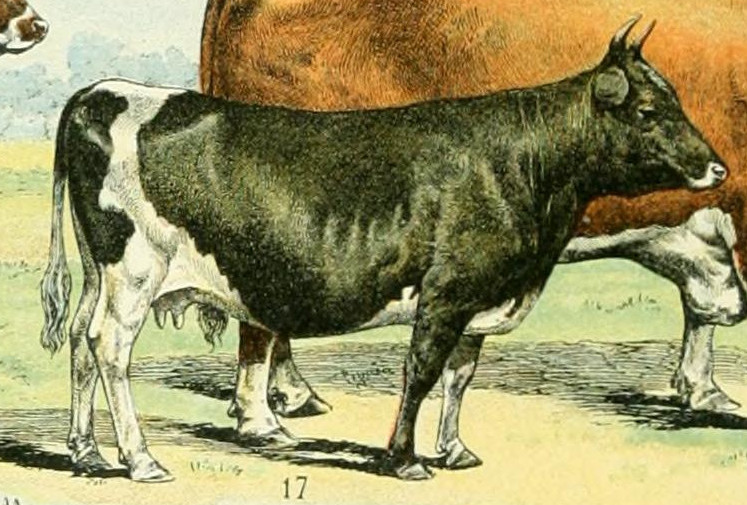
Vache bretonne dans le Nouveau Larousse illustré, vers 1900.

La Bretonne Pie Noir décline particulièrement durant les années 1960 et 1970, sous l'influence croissante de races plus productives, telles que la Normande et la Holstein. Un nombre croissant d'éleveurs et d'organismes agricoles la jugent  non-adaptée aux systèmes de production laitiers modernes, en particulier des jeunes agriculteurs, en raison de sa petite taille et de difficultés d'approvisionnement croissants pour renouveler les troupeaux. Son déclin est anticipé dès les années 1900, les évolutions agricoles ne favorisant plus le pâturage sauvage du bétail sur des terres ingrates. À partir du début des années 1950, l'arrivée de la race Frisonne accompagne la transformation de l'élevage vers l'intensification. Le remplacement de la Bretonne Pie Noir est facilité du fait que les deux races partagent la même couleur de robe noire et blanche. En 1960, l'effectif de la Bretonne Pie Noir est de 430 000 têtes. La régression des races locales est constatée dès 1962 par certains spécialistes et vétérinaires, puis en 1971 par la Société d'ethnozootechnie nouvellement créée. Durant un colloque en 1974, la Société d'ethnozootechnie prédit l'extinction de la Bretonne Pie Noir.
En 1975, l'ingénieur agricole Pierre Quéméré, dont le père élève cette race bovine, s'alarme de sa disparition. Il ne reste en effet qu'environ 15 000 femelles, généralement âgées et dispersées entre plusieurs zones,. La projection des courbes de naissances prévoit l'extinction de la Bretonne Pie Noir aux alentours de 1980. 
Une assemblée générale de la Société des éleveurs de Bretonne Pie Noir, en sommeil depuis 1963, est convoquée le 4 décembre 1975 à Quimperlé,. Elle rassemble aussi de jeunes éleveurs. L'initiative est cependant critiquée par le syndicat des éleveurs de bovins de race Holstein, qui qualifie les porteurs d'une demande de subvention du Conseil général d'« écolo-folklo-passéistes », et réclame cet argent pour ses propres usages. Quéméré parvient cependant à convaincre le ministère de l'agriculture de soutenir le plan de sauvegarde.
Un programme de sauvegarde est entrepris ; il s'agit du premier plan de sauvetage mené pour une race bovine en France,,. Ce plan est accepté en 1976 par 46 éleveurs, qui détiennent ensembles 277 ou 311, vaches sur les 15 000 qui subsistent, dispersées sur les 5 départements bretons. Ces éleveurs acceptent le principe d'un élevage conservatoire et d'accouplements raisonnés afin d'empêcher l'extinction de la Bretonne Pie Noir,. Ce plan est notamment soutenu par une ferme conservatoire au Menez-Meur. Vers 1980, la quasi-totalité des Pie Noir recensées sont inscrites dans le plan de conservation de la race ; c'est à la même époque que de jeunes éleveurs de Bretonne Pie Noir récemment installés re-mettent en valeur une recette de lait fermenté traditionnel de Bretagne, le laezh téo (gros lait). Une enquête est menée en 1992 : les éleveurs exclusivement conservatoires ne représentent plus que 30 % de la totalité des éleveurs ; une moitié d'éleveurs est activement investie dans la défense de la race, les 20 % qui restent sont des amateurs ou amateurs passionnés.
En 1993, la marque « Gwell » est créée pour valoriser le gros lait de Bretonne Pie Noir.
En 1990, le parc naturel régional d'Armorique s'engage lui aussi dans la préservation de cette race,  à travers le recrutement d’un technicien chargé de suivre le programme de sauvegarde.

### Depuis leXXIesiècle

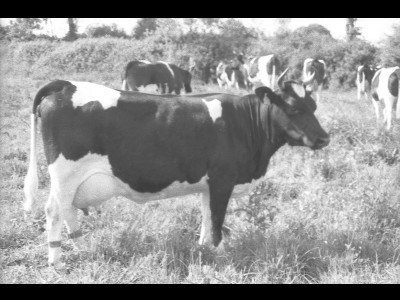
Vue de profil d'une vache Bretonne Pie Noir appartenant à l'éleveur Ronan Le Palud.

Un nouveau programme de sauvegarde génétique est adopté en 2003 : il vise à mieux optimiser les accouplements de manière à limiter la consanguinité et à augmenter la fréquence des gènes rares. En 2005, l'effectif est de 1 300 animaux, dont 1 000 femelles. 
Depuis 2003, les éleveurs de Bretonne Pie Noir se sont associés au mouvement Slow Food. La race est ainsi répertoriée dans la base de données de l'Arche du goût. En 2006 ou 2008, la société d'éleveurs prend le nom d'Union Bretonne Pie-Noir (UBPN), pour se mettre en conformité avec la loi d'orientation agricole. Fin 2016, les effectifs de la race sont d'environ 2 000 têtes, réparties chez une cinquantaine d'éleveurs selon le média La France agricole, ou de 3 500 animaux, dont 2 600 femelles, élevés par 450 propriétaires, selon Quéméré.
La Bretonne Pie Noir est mise à l'honneur lors du Salon international de l'agriculture de 2017 : son égérie est en effet une représentante de la race, une vache nommée « Fine ». Elle provient de la ferme des Sept chemins située à Plessé, en Loire-Atlantique. Fine est de nouveau présente au Salon de l'agriculture de 2022.
Pendant la crise de l'élevage laitier conventionnel en 2015 et 2016, une enquête menée auprès d'une trentaine d'éleveurs de BPN conclut à un niveau de satisfaction au niveau de leur métier supérieur à celui des autres éleveurs. La Fédération des races de Bretagne (créée en 2011) commande une étude des qualités de la viande et du lait de la Bretonne Pie Noir à l'INRAE sur trois ans, dont les résultats, soulignant ces qualités par comparaison aux races bovines industrielles, sont publiés en 2022,.
Fabien Le Coïdic, un éleveur qui a vécu trois ans de batailles judiciaires pour s'installer en bio avec des Bretonne Pie Noir à Adainville (Yvelines), est médiatisé en février 2023 en raison de l'agribashing qu'il subit de la part des habitants de cette commune,.

## Description

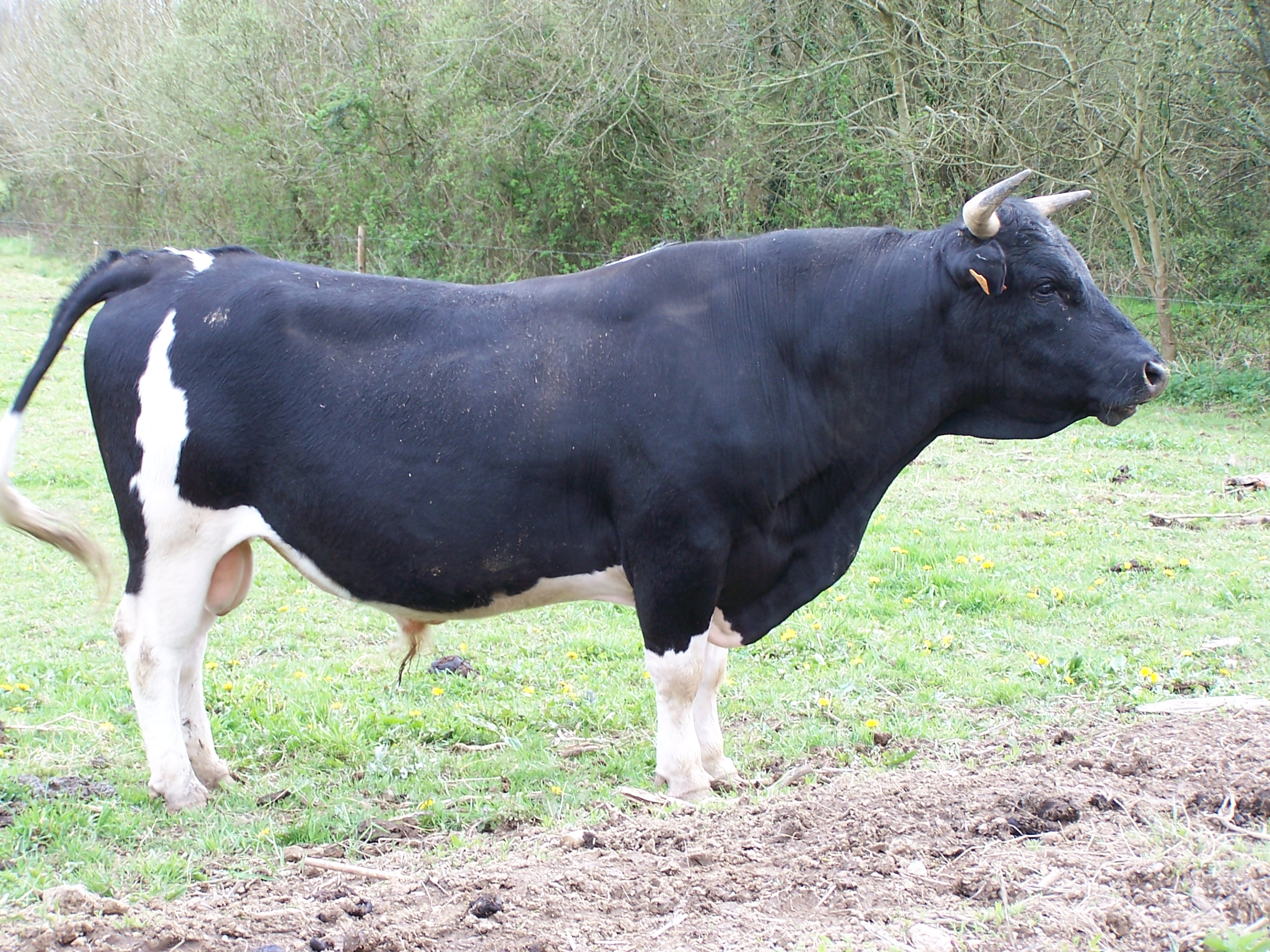
Taureau Breton Pie Noir.

La Bretonne Pie Noir est reconnue par tous les auteurs du XIXe siècle comme une race autochtone et naturelle. De toutes les races bovines bretonnes, elle est la moins influencée par des croisements extérieurs. 
Certains auteurs, notamment André Sanson, évoquent une parenté de la Bretonne Pie Noir avec la Kerry irlandaise, en raison de sa petite taille. Une étude du polymorphisme et de la distance génétique, publiée en 1990, la rattache plutôt aux races bovines de l'Est, comme la Vosgienne, la Montbéliarde, la Pie rouge de l'Est, l'Abondance et la Tarine,. Elle est aussi relativement proche de la Jersiaise.

### Taille et poids

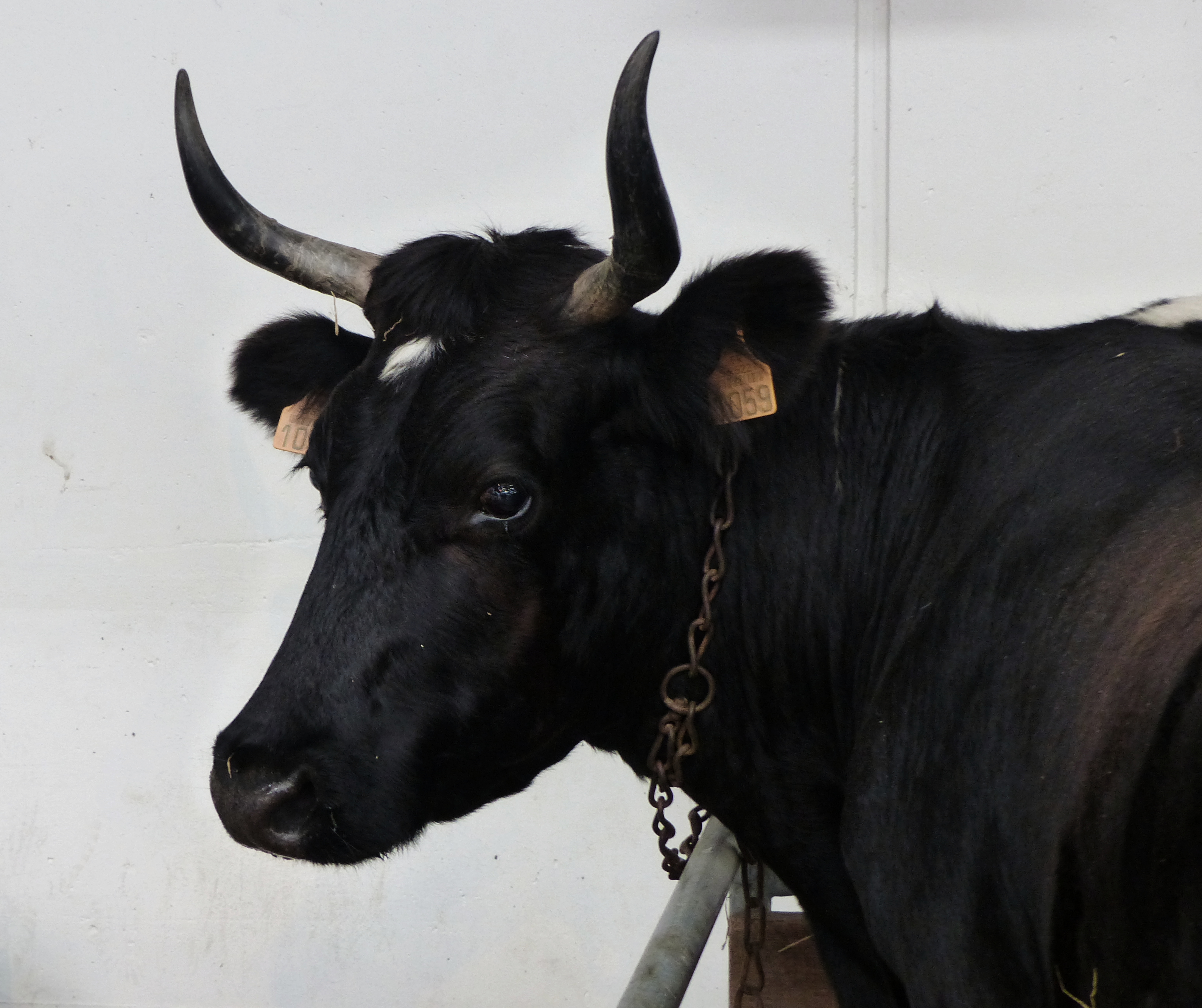
Tête et cornes d'une Bretonne Pie Noir exposée à Pontivy en 2017.

Elle est présentée comme la plus petite race bovine française,. C'est donc un bovin de petite taille. La hauteur au garrot est de 117 cm en moyenne. Chez le mâle, la taille moyenne est de 123 cm.
Le poids moyen adulte de la vache est de 350 à 450 kg. Le taureau pèse en moyenne 600 kg, avec une fourchette allant de 550 à 750 kg.

### Morphologie

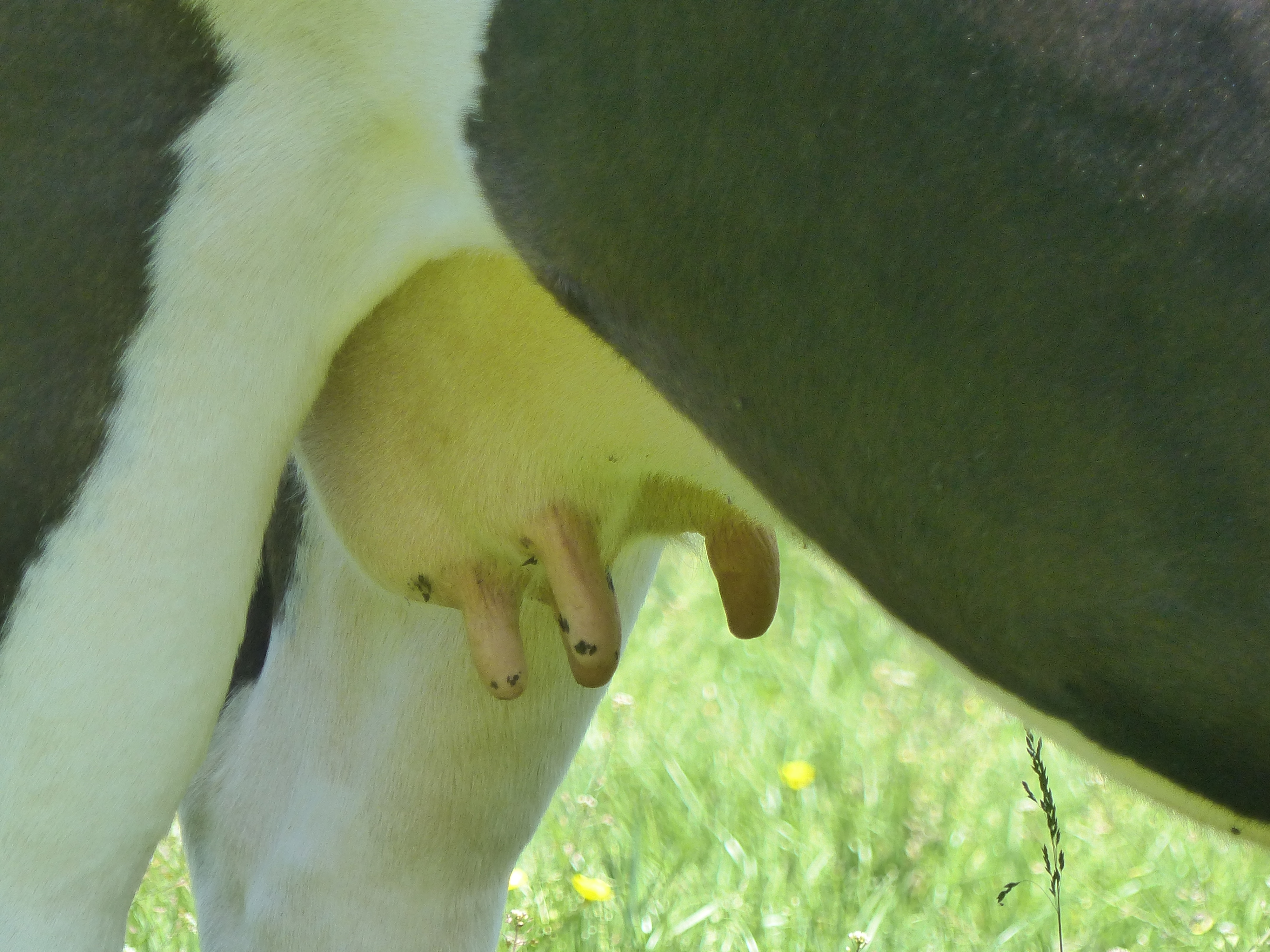
Pis d'une Bretonne Pie Noir à l'écomusée de la Bintinais.

La tête est petite et fine, dotée d'un profil rectiligne, d'un front et de naseaux étroits. L'encolure est mince ; les cornes sont de longueur moyenne, en forme de lyre ou de croissant, et de couleur blanche avec les pointes sombres,.
Le tronc est long, et le corps est droit. La poitrine est profonde et bien descendue. Le bassin est large, la croupe horizontale. La queue est à la fois large et fine, généralement dépourvue de forme de crosse.

### Robe
La robe est généralement pie noir (tachetée noire et blanche),. Les couleurs sont vives et la ligne de démarcation entre le blanc et la couleur sont bien tranchées. Plus rarement, les robes pie gris (glazik, en breton) et pie rouge sont représentées,.
Les muqueuses (mufle) sont noires.

### Tempérament et entretien

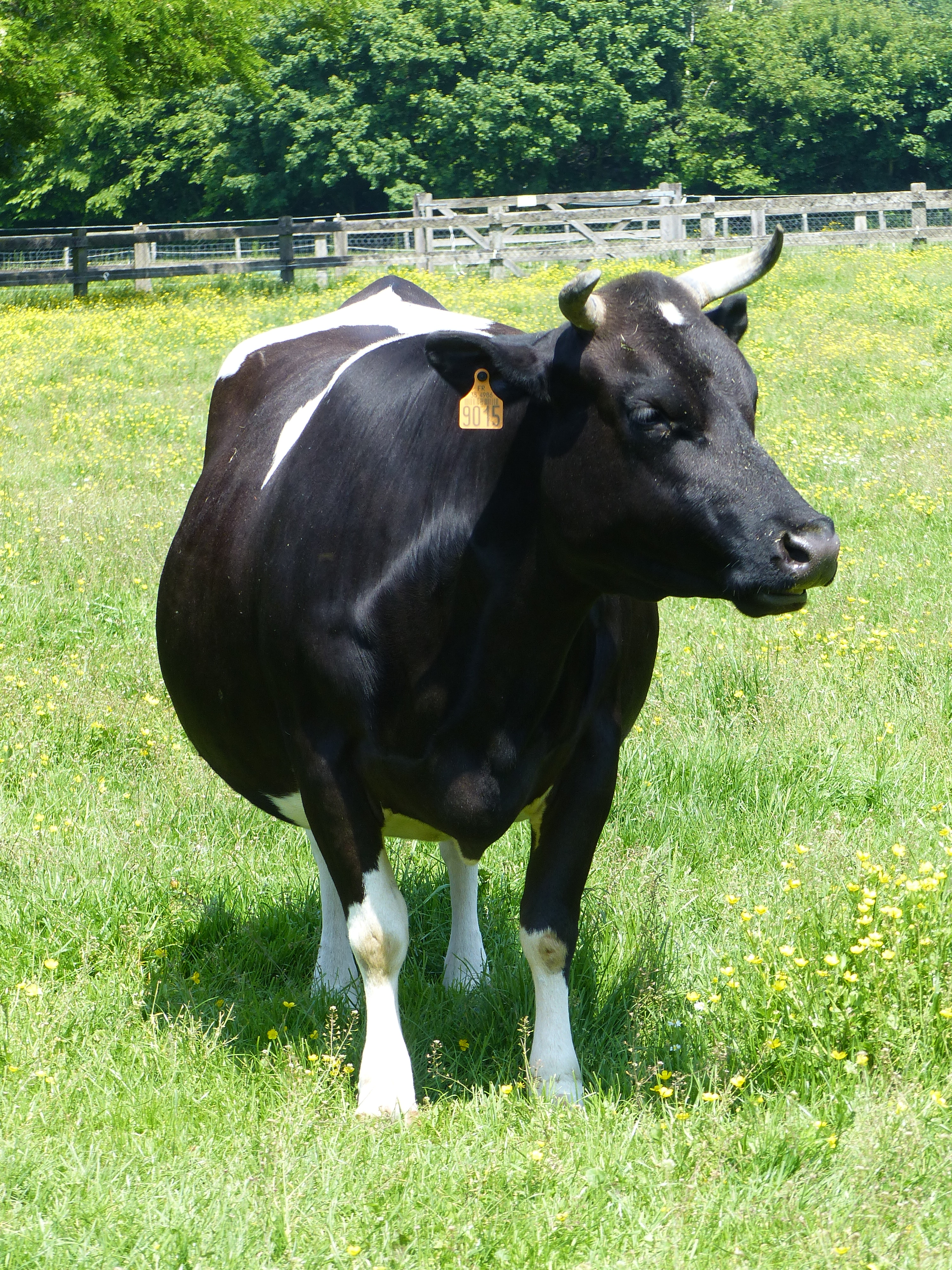
Vache Bretonne Pie Noir à l'écomusée de la Bintinais.

La Bretonne Pie Noir a généralement de bons aplombs, solides et qualiteux ; certains troupeaux peuvent marcher sur de longues distances. Elle est historiquement adaptée à l'agriculture bretonne sur des terres pauvres à vocation céréalière, permettant de valoriser des sols marginaux ; cette adaptation au milieu est mise en valeur via la communication officielle sur cette race.
Le vêlage est réputé facile, la Pie Noir disposant aussi de bonnes qualités maternelles,. D'après Quéméré, la race est sexuellement précoce et fait preuve d'une bonne fertilité.
Elle est particulièrement rustique, les vaches étant réformées à l'âge moyen de 12 ans, contre une moyenne de 6 ans chez la Prim'Holstein. Elle résiste bien aux différentes maladies et aux amplitudes thermiques. Sa longévité atteint 20 ans.

### Sélection

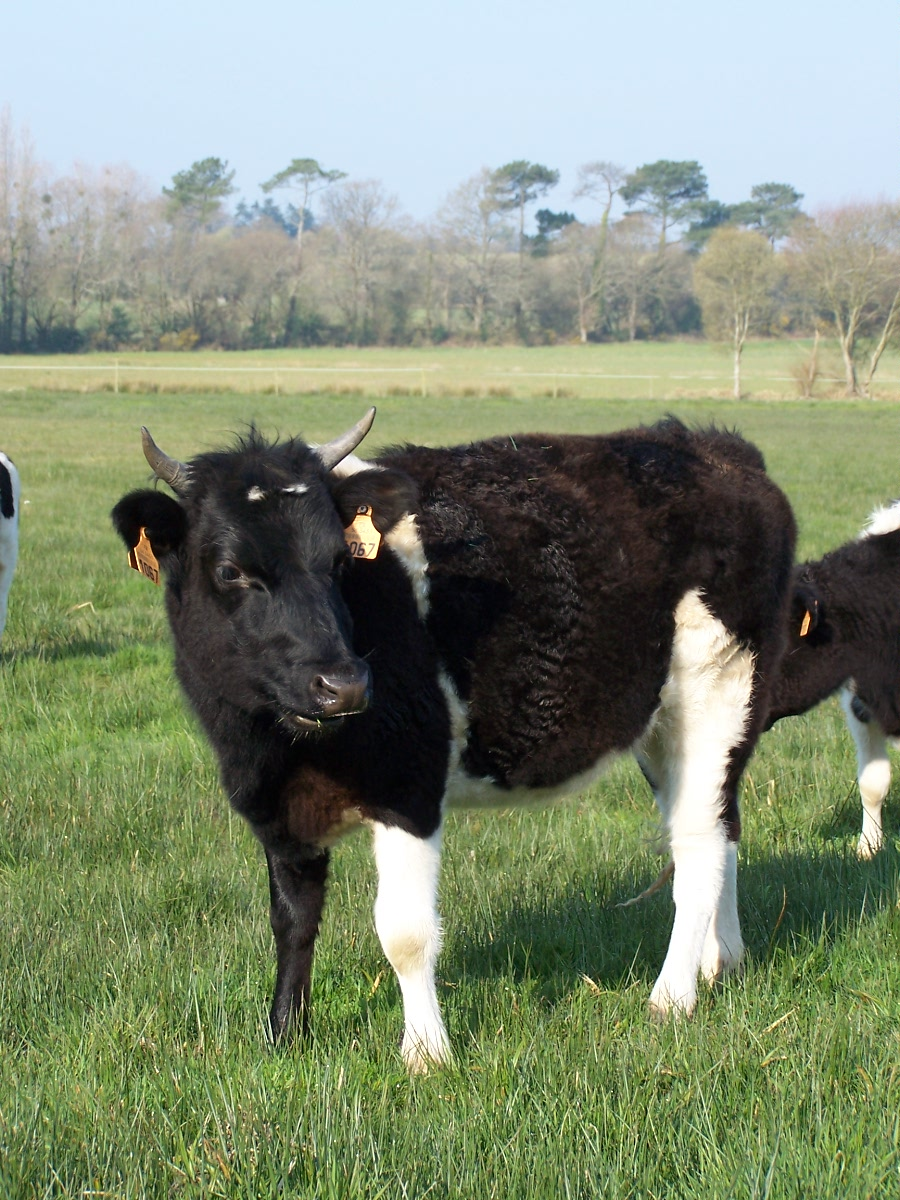
Génisse Bretonne Pie Noir.

L'Union des éleveurs de Bretonne Pie Noir (UBPN) est l'association nationale chargée de la sélection et de la conservation de la race ; elle compte 140 adhérents en 2021. Depuis 2016, la Bretonne Pie Noir est reconnue officiellement par le Ministère de l'agriculture comme race bovine mixte.
La race BPN suit un plan de sauvegarde génétique. Il inclut l'envoi d'un taureau choisi pour ses capacités à conserver les lignées dans un centre d'insémination artificielle, ainsi que l'envoi d'un « plan d'accouplement » à chaque propriétaire de vaches, qui leur fournit le nom du taureau le plus compatible avec chacune de leurs vaches, en fonction de sa génétique et dans le but de limiter la consanguinité.

## Aptitudes et utilisation

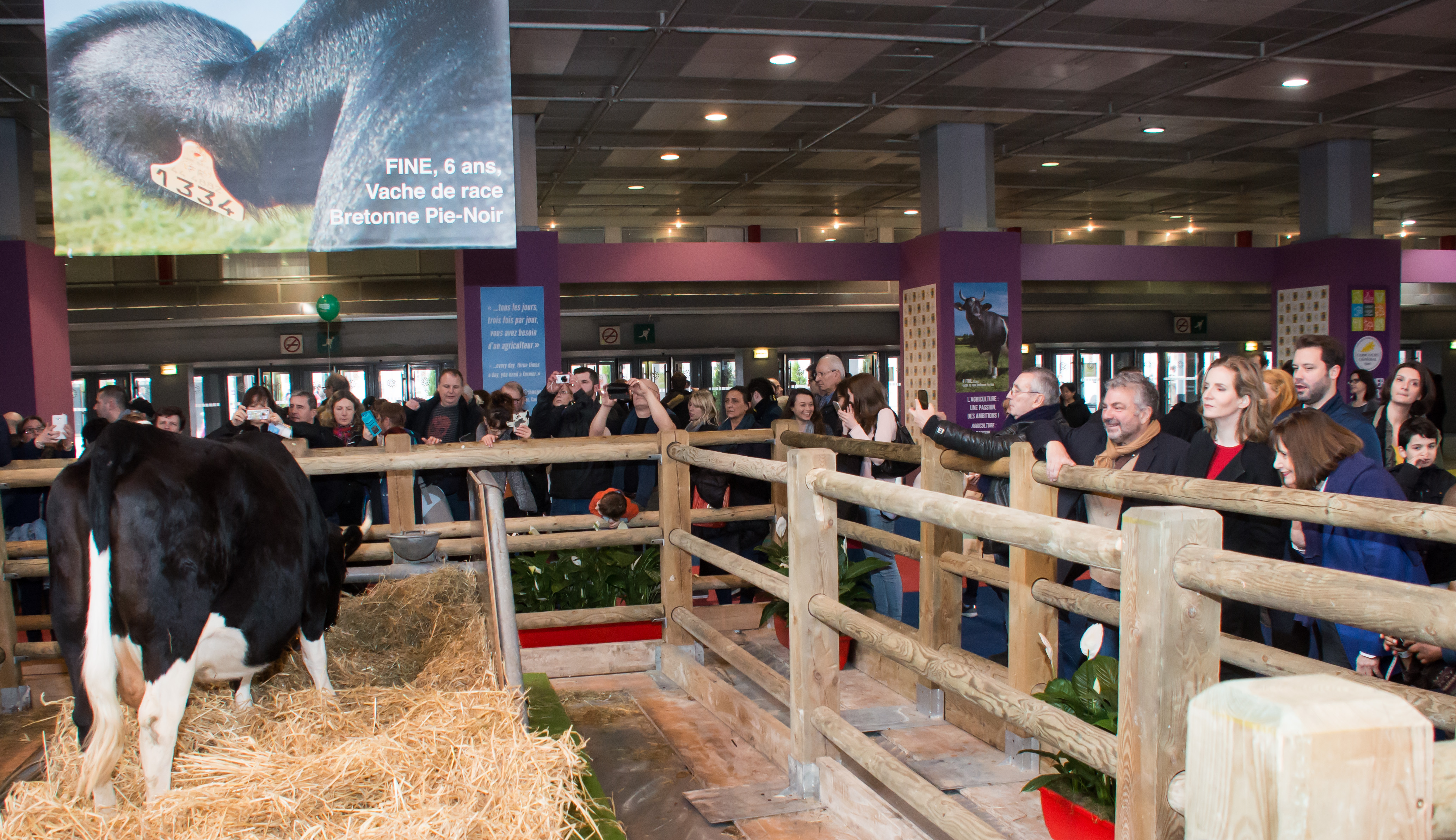
Fine, vache Bretonne Pie Noir de 6 ans, égérie du salon international de l'agriculture de 2017.

La Bretonne Pie Noir (BPN) est devenue un symbole de l'agriculture familiale et de l'agroécologie,. C'est désormais une race mixte, donc à double aptitude viande et lait, mais elle est historiquement plutôt orientée laitière-beurrière. La BPN est appréciée pour sa facilité de vêlage sans assistance. 
La vache est généralement nourrie toute l'année à l'herbe et au foin, parfois complémentée avec des betteraves et du chou, ce qui rend son mode d'élevage économe en intrants. Les fermes d'élevage de Bretonne Pie Noir dégagent en moyenne quatre fois moins de dioxyde de carbone (CO2) que la moyenne nationale française des fermes de races bovines allaitantes ; bien qu'elles soient loin de la neutralité carbone, elles polluent beaucoup moins que des fermes d'élevage industriel.

### Caractérisation des éleveurs
Les éleveurs de BPN peuvent être des professionnels, tirant l'essentiel de leurs revenus de cet élevage, ou des amateurs (retraités ou pluriactifs) ; la majorité sont des néo-ruraux qui ont exercé précédemment un autre métier, avec un niveau de formation plus élevé que la moyenne des éleveurs. Une majorité d'éleveurs a une autre activité principale que l'élevage de la BPN.
La plupart sont partisans, et souvent militants de l'agroécologie. La notion de race locale est mobilisée de façon importante dans leur choix d'élevage ; elle peut renvoyer tant au comportement des animaux qu'à leur adaptation au territoire, à l'absence de sélection spécialisée, à leur adaptation à des systèmes d'élevage économes, ou même à leur dimension patrimoniale. Une autre caractéristique des éleveurs de BPN est une distinction forte avec les éleveurs dits conventionnels, ce qui les a obligés à mettre en place leurs propres marchés pour leurs produits laitiers et carnés, en fidélisant une clientèle et en développant des gammes de produits variées : ces éleveurs sont généralement aussi des producteurs de produits laitiers transformés, avec une vente directe ou en circuit court, notamment sur les marchés,.
L'élevage est surtout représenté par de petites exploitations, avec des quotas laitiers faibles. La moitié sont en agriculture biologique. Nathalie Couix et ses collègues concluent dans leur article (Cahiers Agricultures) à une « ré-adoption de la race, localement, dans une Bretagne où les systèmes intensifs demeurent dominants ». Par ailleurs, environ un tiers des membres de l'UBPN lors de son Assemblée générale de 2014 ont une exploitation agricole située hors de la Bretagne.

### Lait et produits laitiers

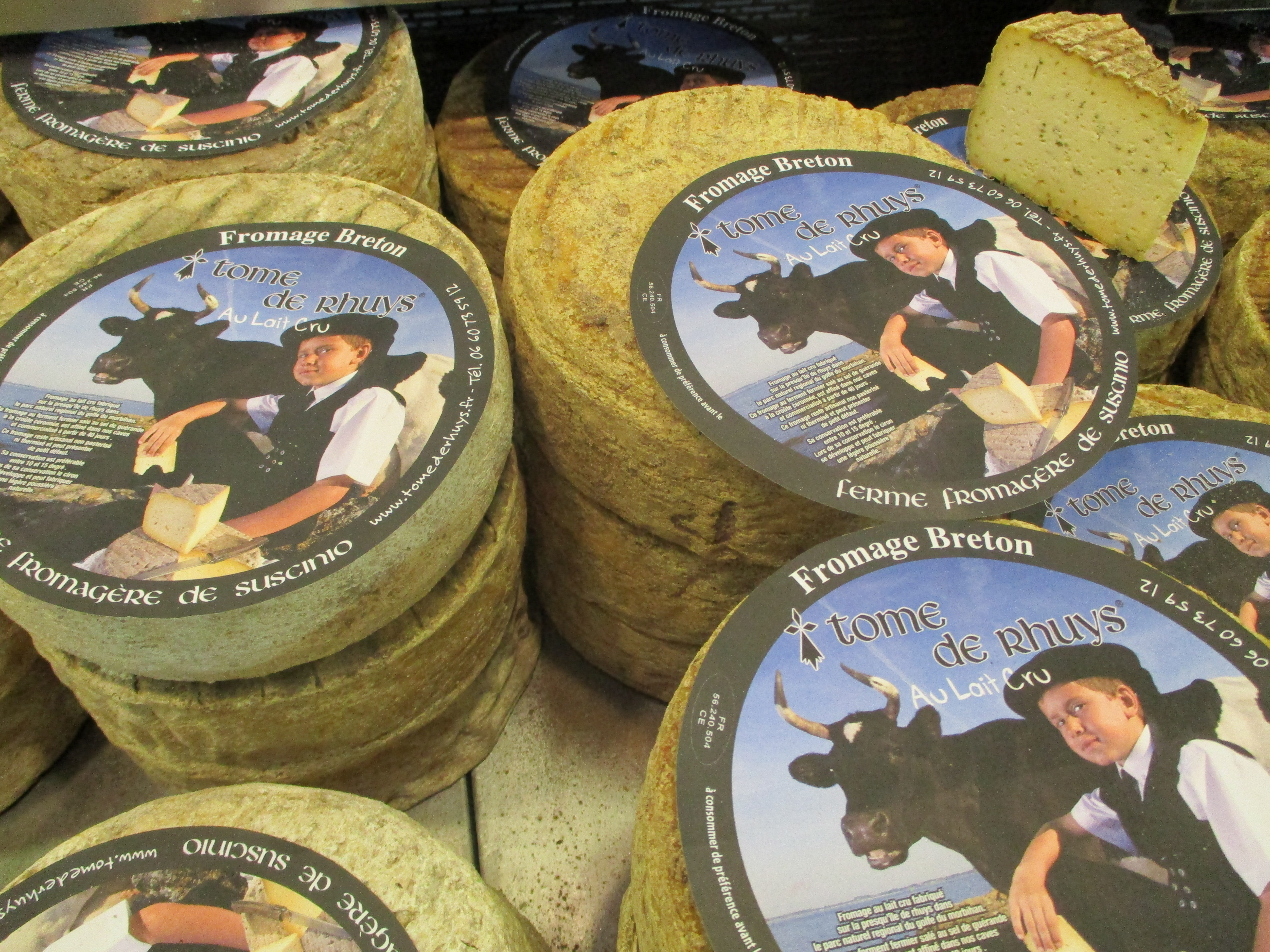
Tomes de Rhuys, fromages à base de lait de Bretonne Pie Noir.

La Bretonne Pie Noir donne environ 3 070 kg de lait par lactation. La composition de son lait est proche de celle de la Normande, mais plus riche, avec une bonne richesse en matière grasse (taux butyreux de 44 g/l) et en protéines (34 g/l),,. Ce lait est aussi plus riche en acides gras essentiels, et plus digeste que celui de la Prim'Holstein et de la Normande.
Le lait de Bretonne Pie Noir est facile à transformer en fromage (il est « fromageable »). La palette de produits laitiers fabriqués à partir de ce lait est large : du lait cru à la tomme en passant par le beurre, la crème, le lait ribot, les fromages frais ou affinés, et les yaourts,,. 
Le gros lait (lait fermenté) de Bretonne Pie Noir a fait l'objet d'une marque déposée, c'est le « gwell »,. Ce produit permet aux éleveurs de mieux valoriser l'élevage de leur race bovine. Une proposition d'Appellation d'origine protégée (AOP), première proposition d'AOP sur un produit laitier breton, est portée par la ferme du Gros Chêne de Betton.

### Viande
Sa viande est également réputée pour ses qualités bouchères, décrite comme « savoureuse, juteuse, tendre et persillée avec de bons acides gras ». L'alimentation des bovins à l'herbe et au foin donne de meilleures qualités gustatives à sa viande, avec une odeur de grillé et d'herbe.
La carcasse est de petit gabarit, ce qui facilite sa découpe et la vente directe.

### Gestion conservatoire
De par ses caractéristiques rustiques, la race est bien adaptée aux milieux humides et est donc utilisée pour maintenir des prairies humides ouvertes avec une mosaïque d'habitats sans avoir recours à des machines ou à des interventions manuelles.

## Diffusion de l'élevage

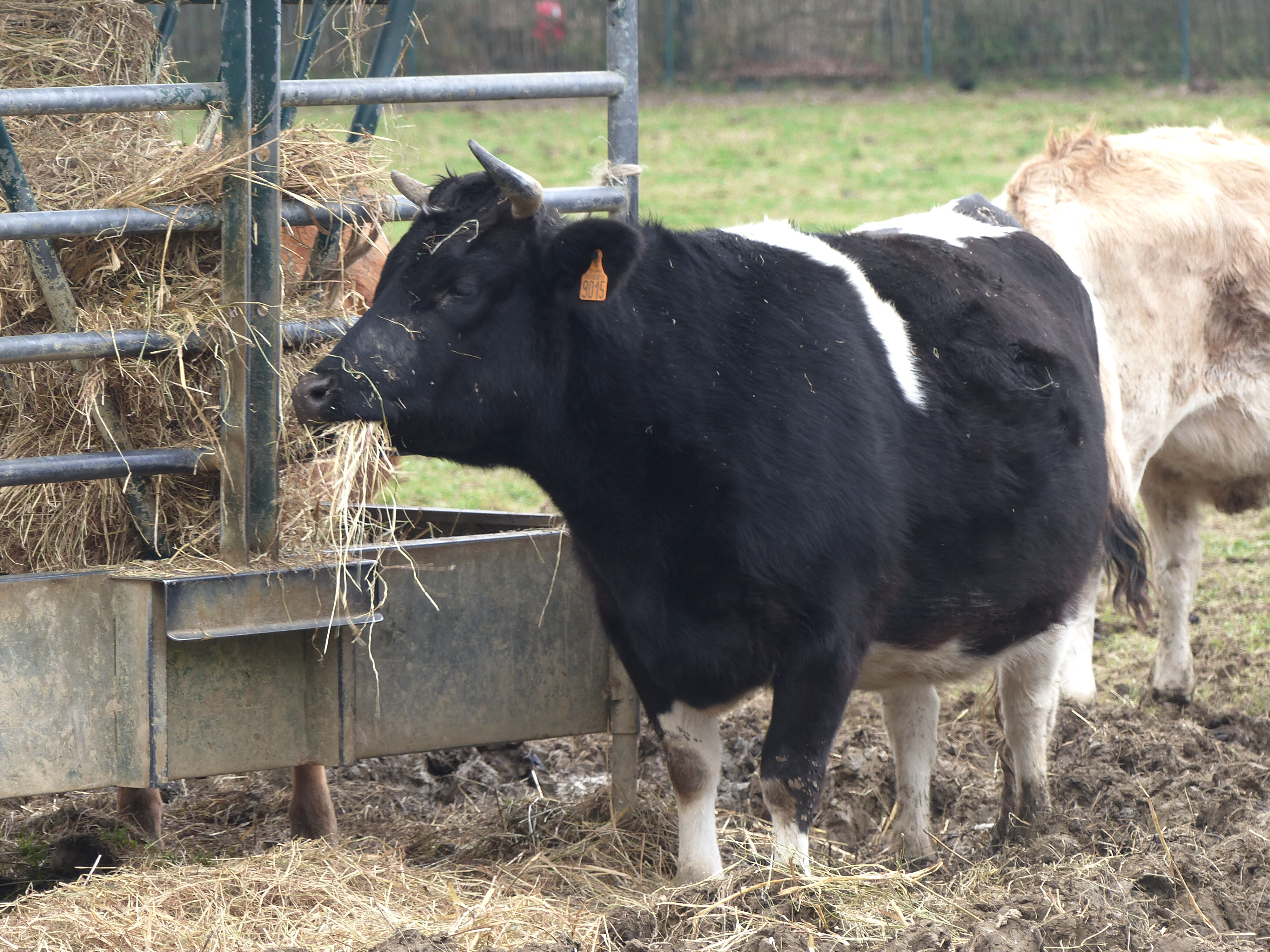
Bretonne Pie Noir à l'écomusée de la Bintinais.

La Bretonne Pie Noir est considérée comme une race locale à petits effectifs, dans un contexte où 75 % des bovins élevés en Bretagne sont des Prim'Holstein. Son berceau de race comprend le sud-Finistère et le Morbihan. En 2020, le cheptel compte environ 2 500 femelles élevées par 450 éleveurs, dont 70 sont des agriculteurs professionnels,. Bien que ce nombre reste très faible, la race a été « ré-adoptée » dans sa région originelle. Cette race bovine est notamment conservée à l'écomusée de la Bintinais, situé tout près de Rennes. En 2002, la BPN est présente dans 19 départements de France.
Historiquement, des vaches bretonnes correspondant à la Pie Noir ont été exportées vers d'autres régions françaises et dans de nombreux pays, particulièrement la Grande-Bretagne sous le Second Empire. La reine Victoria reçoit en 1856 un taureau nommé Tom Puce et une vache nommée Rosa Bonheur, au Royal Show de Chelmsford. Ces bovins sont essentiellement acquis par des familles anglaises riches qui s'adonnent à l'élevage laitier comme passe-temps. La race est aussi acquise en Italie, en Espagne, au Portugal, en Yougoslavie, au Brésil, au Chili, et dans l'empire colonial français de l'époque (Madagascar, Maroc, Algérie, La Réunion). Entre 1900 et 1939, Quéméré estime les exportations annuelles à une moyenne de 30 000 têtes. Les exportations vers le sud-ouest se réduisent après 1950.
La Bretonne Pie Noir influence significativement trois autres races : la Bordelaise, la Pie Noir de Meknès, et la Canadienne.

## Dans la culture

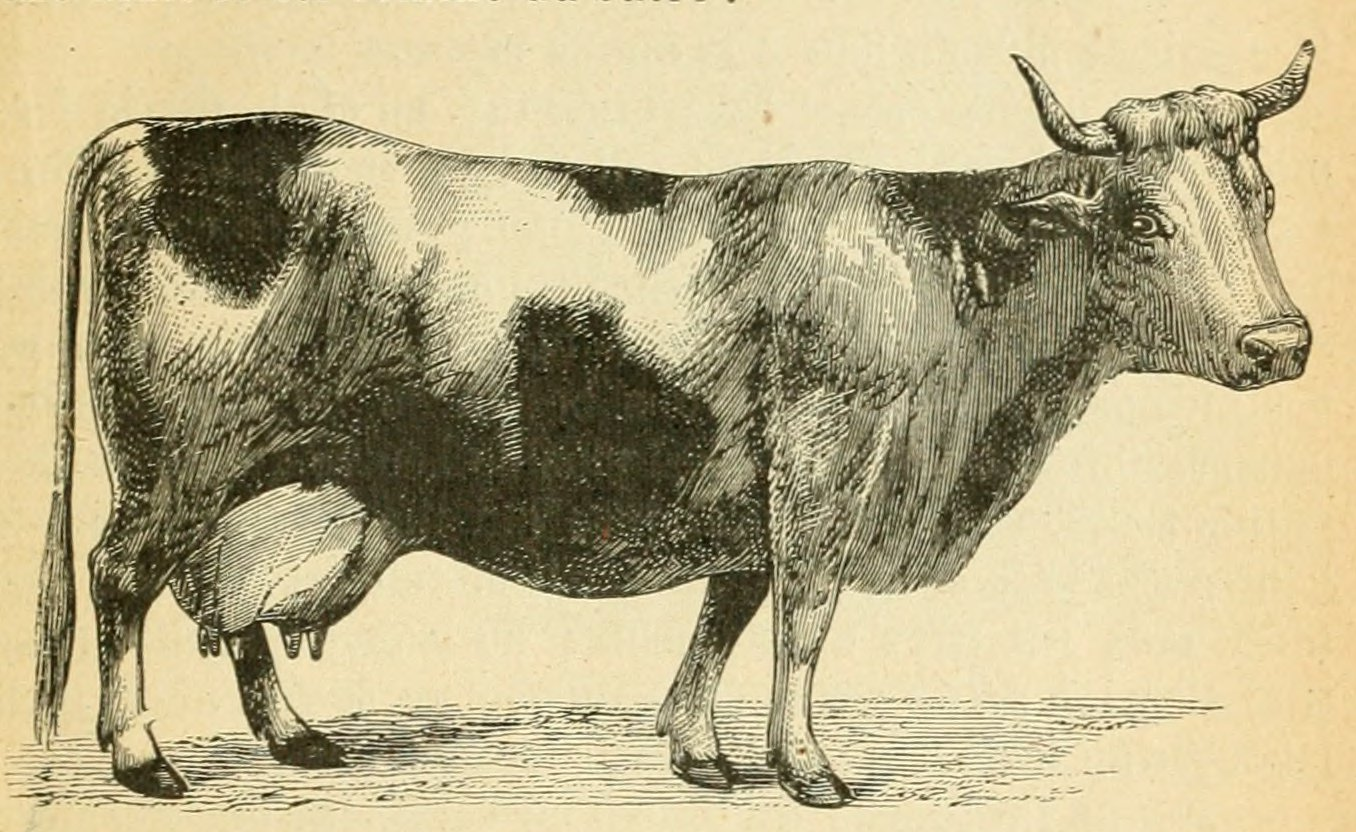
Vache bretonne dans Le tour de la France par deux enfants de George Bruno, édition de 1904.

La plus vieille représentation connue d'une vache de type pie noir est un tableau de Jacques Raymond Brascassat intitulé Vache bretonne, peint en 1830.
André et Julien Volden, dans le livre de lecture courante Le Tour de la France par deux enfants de G. Bruno, rencontrent une « vache bretonne » au cours de leur périple, en arrivant en France.
La Bretonne Pie Noir, avec d'autres races locales bretonnes, est mise à l'honneur pendant l'exposition « Races bretonnes : une histoire bien vivante », visible à l'écomusée de la Bintinais en 2023.